# Elliott H. Lieb
Elliott Hershel Lieb (Boston, 31 de julio de 1932) es un eminente físico matemático estadounidense y profesor de Matemática y Física en la Universidad de Princeton que se especializa en la mecánica estadística, física de la materia condensada, y el análisis funcional. En particular, sus trabajos científicos se refieren a: mecánica estadística (por ejemplo, las fuentes de gas Bose), la mecánica cuántica, el problema de los tres cuerpos, la estabilidad de la materia, estructura atómica, la teoría del magnetismo, y el modelo de Hubbard. En 2022 recibió el Premio Carl Friedrich Gauss.
Es un autor prolífico en la Matemática y la Física con más de 300 publicaciones. Recibió su B.S. en física del MIT (1953) y su Ph.D. en física matemática de la Universidad de Birmingham en Inglaterra (1956). Lieb fue un becario Fulbright (1956-1957) en la Universidad de Kioto, Japón y durante algún tiempo trabajó como físico teórico del personal de IBM.
Ha sido profesor en Princeton desde 1975, a raíz de una licencia de su cátedra en el MIT. Lieb ha sido galardonado con varios premios en Matemática y Física, incluida el Premio Dannie Heineman de Física Matemática en 1978, de la American Physical Society y el Instituto Americano de Física (1978), la Medalla Max Planck de la Sociedad Física de Alemania (1992), la medalla Boltzmann de la Unión Internacional de Física Pura y Aplicada (1998), el Premio Schock (2001), y el Premio Poincaré de la Asociación Internacional de Física Matemática (2003) y el Premio Kyoto de Ciencias Básicas (2023).
Es miembro de la Academia Nacional de Ciencias y ha servido dos veces (1982-1984 y 1997-1999) como el presidente de la Asociación Internacional de la Física Matemática.
Su número de Erdös es 2. Está casado con la profesora de Princeton Christiane Fellbaum.

## Publicaciones
- Lieb, Elliott H.; Loss, Michael (2001). Analysis. Graduate Studies in Mathematics (en inglés) 14 (2ª edición). AMS. ISBN 978-0-8218-2783-3.